# 杉内雅男
杉内雅男（日语：杉内 雅男；1920年10月20日—2017年11月21日），日本围棋九段棋手。宫崎县人，隶属于日本棋院，师从井上一郎五段。曾在日本棋院快棋名人战和围棋选手权战中获胜，两度取得本因坊战挑战资格，有“围棋专家”之别称。
杉内雅男以高寿而知名，从1937年入段至2017年去世，职业生涯长达80年。妻子杉内寿子九段同为高寿棋手。

## 经历
杉内雅男1932年出生于日本宫崎县都城市，家中共有兄弟六人，杉内雅男为次子。小学四五年级时，他边看边模仿父亲和叔父等学围棋，并当地围棋大会中有神童之称。1933年小学毕业后，杉内进入濑越宪作门派，由濑越门下的井上一郎四段传授学业，之后成为日本棋院院生。1937年入段后，加入了研究机构“青年研究会”。
1944年1月入征前往中国华北，1946年12月复员后，参加了青年棋手研究机构「敲玉会」「黎明会」。1947年，在《围棋研究》杂志的新手淘汰赛中获胜。1949年，参加吴清源·新锐挑战棋的三局棋比赛，持黑被让两子的情况下4目胜。1950年，在日本棋院与关西棋院的东西对抗战中，负于鯛中新六段。此时他全身心投入围棋，得到了“围棋专家”的别名。
1953年起担任院生教师。他对迟到、对局态度等要求严格，让院生感到害怕，也带出了许多优秀棋手。1954年，杉内和敲玉会女棋手本田寿子五段结婚，是二战后首对棋手夫妻，时称两口子加起来十二段。同年以七段身份通过本因坊循环赛，取得挑战高川秀格本因坊的资格。当时风评二人势均力敌，前田陳爾就表示“就所谓的能力而言，杉内先生更强”；最终杉内雅男2胜4败，高川后来称，那次是本因坊9连霸的最大危机。
1955年，在和吴清源的吴对新锐八段战三局棋中，取得1胜2败的成绩。同年在第1期最高位战循环赛中，和坂田荣男同取得6胜2败的成绩，但因上年度排名较低位居第二。在1959年最高位战循环赛中，杉内升为九段。
在1958年本因坊循环赛中，木谷实、坂田荣男、杉内三人均5胜2败，进入淘汰赛。第一轮比赛杉内轮空，第二轮比赛战胜击败木谷的坂田，获得挑战资格。在预测五五开的决赛中，杉内再度2胜4负落败。在1959年日本棋院快棋名人战中，杉内2胜1负击败快棋名人宫下秀洋，获得第一个头衔。之后，在和关西棋院快棋名人战获胜者鯛中新的电报棋对弈中，杉内再度取得胜利。次年和藤泽朋斋对弈中1比2落败。
在1963年的围棋选手权战决胜三局棋中，杉内的对手为院生教师时的学生林海峰，此战杉内以2胜1负的战绩取胜，取得第二个头衔。
1985年，以65岁之龄打入第40期本因坊循环赛。
2004年，以84岁高龄达成官方比赛总计800胜的战绩。
2017年11月21日，因肺炎在东京都某医院去世，享年97岁。
最终对局为2017年11月2日和小山荣美对弈，生涯总计883胜、677败、12和棋、2无胜负，胜率0.566。

## 战绩

### 头衔
- 快棋名人战 1959年
- 围棋选手权 1963年

### 其他战绩
- 本因坊战 挑战者 1954年、1958年
- 日本棋院选手权 挑战者 1955年、1956年
- 最高位决定战 准获胜 1955年
- 天元战 准获胜 1976年
- NHK杯 准获胜 1982年
- 名人战循环赛 5次，本因坊战循环赛7次